# 竝
【竝】 — китайський ієрогліф.  Дуже рідко використовується на письмі в японській мові. Спрощений варіант: 並.

## Значення
1. стояти в ряд.
1) вишикувати(ся).
2) стояти разом; бути разом.
3) бути рівним.
2. поставити в ряд.
3. крім цього, також.
1) і, також.
2) поряд з цим.
3) разом, спільно.
4. наближувати(ся).
5. зв'язувати(ся).
6. поєднувати.
7. (яп.) звичайний.
8. (яп.) кожний; всі.

Ключ: 117 (立 + 5);  Кількість рисок: 10.
Введення ієрогліфа методом цанзє: 卜廿卜廿 (YTYT); . .

## Прочитання
| Китайська         |                           |                   |                   |                   |                 |
| Мандаринська мова | Мандаринська мова         | Мандаринська мова | Мандаринська мова | Кантонська мова   | Кантонська мова |
| чжуїнь            | піньїнь                   | Вейд-Джайлз       | кирилиця          | ютпхін            | Єль             |
| ㄅㄧㄥˋ ㄅㄤˋ     | bìng (bing4) bàng (bang4) | ping4 pang4       | бін бан           | bing3 bing6 bong6 | bing6 bong6     |

| Корейська |         |               |              |           |          |
|           | хангиль | стара латинка | нова латинка | Єль       | кирилиця |
| Звук:     | 병 반   | pyŏng pan     | byeong ban   | pyeng pan | пьон пан |
| Назва:    | 나란히  | naranhi       | naranhi      | nalanhi   | наранхі  |

| Японська |                               |                               |                               |
|          | кана                          | латинка                       | кирилиця                      |
| Он:      | へい ひょう ほう ぼう         | hei hyō hō bō                 | хей хьō хō бō                 |
| Кун:     | なみ ならべる ならぶ ならびに | nami naraberu narabu narabini | намі нараберу нарабу нарабіні |
| Ім'я:    | み みつ                       | mi mitsu                      | мі міцу                       |